# Stàrie Kotlitsi
Stàrie Kotlitsi (en rus: Старые Котлицы) és un poble de l'óblast de Vladímir, a Rússia, segons el cens del 2010 tenia 52 habitants. Pertany al districte municipal de Múrom.